# U.C. AlbinoLeffe
Unione Calcio AlbinoLeffe là một câu lạc bộ bóng đá Ý có trụ sở tại Bergamo   và đại diện cho Albino và Leffe, hai thị trấn nhỏ nằm ở Val Seriana. Câu lạc bộ chơi ở Serie B trong chín năm liên tiếp và suýt bỏ lỡ cơ hội thăng hạng ở Serie A vào cuối mùa giải 2007-08. Đội đã ở giải hạng ba của Ý kể từ khi họ xuống hạng vào năm 2011-12.

## Lịch sử
Câu lạc bộ được thành lập vào năm 1998 là kết quả của sự hợp nhất giữa các đội Serie C2 (giải hạng tư cũ) Albinese Calcio và Società Calcio Leffe, tương ứng từ Albino và Leffe, hai thị trấn lân cận. Trong mùa giải đầu tiên của họ, câu lạc bộ đã kết thúc thứ 2 tại Serie C2 và thăng hạng khi đánh bại AC Prato trong trận chung kết Play-off Girone A. Sau khi lên Serie C1 (giải hạng ba của Ý), họ đứng hầu hết ở giữa bảng, hoàn thành thứ 9 vào năm 2000 và thứ 13 vào năm 2001.
Tuy nhiên, vào năm 2002, Seriani đã đi đến trận chung kết Coppa Italia Serie C, nơi họ đánh bại Livorno 2-1 trên sân nhà trước khi thua 2-3 trên sân khách. Họ đã giành chiến thắng trong giải đấu trên tiebreaker (hầu hết các bàn thắng được ghi). Trong giải đấu họ lại hoàn thành lần thứ 13. Năm 2003, AlbinoLeffe, dưới thời HLV Elio Gustinetti, đã hoàn thành vị trí thứ hai trong giải đấu trước khi bước vào vòng play-off thăng hạng. Ở đó, họ đã đánh bại Padova trong trận bán kết, sau đó có một chiến thắng đáng ngạc nhiên trước Pisa Calcio, điều này đã đẩy họ lên Serie B.
Đội di chuyển từ sân vận động Martinelli nhỏ ở Leffe, nơi họ thường chơi các trận đấu trên sân nhà trước khi thăng hạng lên Serie B, đến Sân vận động Atleti Azzurri d'Italia lớn hơn nằm ở Bergamo, thị trấn chính của tỉnh nơi cả Albino và Leffe nằm. Mặc dù AlbinoLeffe được coi là người ngoài cuộc ở Serie B, trong lịch sử bao gồm một số người chiến thắng Scudetto trước đây, đội vẫn cố gắng tránh để xuống hạng trong hai mùa giải trước. Vào năm 2005-06, sau một sự trở lại tuyệt vời trong nửa sau của mùa giải sau khi bổ nhiệm Emiliano Mondonico làm huấn luyện viên trưởng mới, Albinoleffe kết thúc mùa giải ở vị trí thứ mười tám và tìm cách cứu mình khỏi sự xuống hạng bằng cách thắng trong trận đấu với Avellino (ghi bàn: 2-0, 2-3). Mùa giải Serie B năm 2006-, mùa giải thứ tư liên tiếp cho đội bóng nhỏ của Bologna, đã kết thúc với vị trí thứ mười, vượt xa khu vực xuống hạng.
Trong lịch sử, các trận đấu trên sân nhà của AlbinoLeffe được đặc trưng bởi tỷ lệ tham dự rất thấp, như thể hiện bởi trung bình 2.400 khán giả mỗi trận trong mùa giải 2006-07, thành công nhất trong lịch sử câu lạc bộ.
Với người anh hùng địa phương Gustinetti phụ trách đội và mặc dù có một đội hình bao gồm những ẩn số tương đối, mùa giải 2007-08 của câu lạc bộ đã bắt đầu tốt một cách đáng ngạc nhiên, với đội dẫn đầu bảng Serie B trong vài tuần và khơi dậy sự quan tâm của truyền thông quốc gia, đã bắt đầu cung cấp bảo hiểm thường xuyên của các trò chơi của đội. Điều này cho đến nay đã thất bại trong việc cải thiện sự tham dự nhà thấp của câu lạc bộ, tuy nhiên. Trong mùa giải, AlbinoLeffe đã xác nhận là một ứng cử viên tiềm năng để thăng hạng trực tiếp cho Serie A, tuy nhiên, một chuỗi kết quả tồi tệ, đã kết thúc với bốn trận thua liên tiếp trên sân nhà, trận cuối cùng là trận thua 0-4 trước Rimini, từ chối cho họ cơ hội đạt được đứng ở vị trí thứ hai, và thuyết phục chủ tịch câu lạc bộ Gianfranco Andreoletti sa thải Gustinetti, người sau đó khẳng định không có mối quan hệ tốt với chủ tịch, và bổ nhiệm huấn luyện viên đội trẻ Armando Madonna làm ông chủ chăm sóc cho trận đấu cuối cùng thường xuyên và các trận playoff sau. Ngay cả sau trận thua 1-0 trước Brescia, AlbinoLeffe vẫn giành chiến thắng trên sân nhà ở trận lượt về (2-1) và đủ điều kiện cho trận chung kết với Lecce. Ở lượt đi, họ phải chịu tổn thất 1-0. Vào ngày 15 tháng 6, trận đấu thứ hai đã diễn ra ở Lecce và kết quả của trận đấu là 1-1 vì vậy AlbinoLeffe đã không đến được Serie A.
Vào cuối mùa giải 2011-12, nó đã xuống hạng Lega Pro Prima Divisione sau 9 năm liên tiếp ở Serie B.
AlbinoLeffe dàn xếp trận đấu có hệ thống khi một câu lạc bộ được kiểm soát bởi tội phạm có tổ chức ở Singapore  đã bị phạt 10 điểm trong cuộc thi 2012-13 Lega Pro Prima Divisione.

## Sân vận động và màu sắc
Kể từ mùa giải 2003-2004, AlbinoLeffe chơi các trận đấu trên sân nhà tại sân vận động Atleti Azzurri d'Italia ở thành phố Bergamo. Màu sắc chính thức của câu lạc bộ là màu xanh đậm và xanh lam, cũng được sử dụng cho các trận đấu sân nhà, trong khi trang phục mà các cầu thủ mặc cho các trận đấu sân khách là màu đỏ và vàng.

## Danh dự
- Coppa Italia Serie C

Chiến thắng năm 2002
- Serie B

Chung kết play-off năm 2008
- Serie C1

Thăng hạng đạt được vị trí á quân năm 2003
- Serie C2

Thăng hạng đạt được vị trí á quân năm 1999